# Carolus Magnus (jeu)
Pour les articles homonymes, voir Carolus Magnus.
Carolus Magnus est un jeu de société créé par Leo Colovini en 2000 et édité par Venice Connection, Winning Moves et Rio Grande.
Pour 2 à 4 joueurs, de 12 à 120 ans pour environ 40 minutes.

## Principe général
Les paladins vont tenter de s'attirer les faveurs de Charlemagne pendant son tour de l'Empire et vont ainsi gagner des territoires sur lesquels ils construiront leurs tours. Carolus Magnus est le nom en latin de Charlemagne.

## Règle du jeu

### Matériel
- 200 petits cubes de bois (40 de chaque couleur) représentant les nobles paladins
- 5 marqueurs de majorité (petits cylindres - 1 de chaque couleurs)
- 4 Dés spéciaux (les 4 dés sont identiques avec 5 faces de couleur et une avec une couronne)
- 1 pion représentant Charlemagne
- 30 pions tours(10 de chaque couleurs)
- 4 Cartons de "Cour" figurant un château (avec sur un côté une rangée de points des 5 couleurs)
- 15 segments de plateau (représentant des territoires de l'empire).
- 5 séries de jetons en carton, numérotés de 1 à 5

### Mise en place
- Les 15 territoires sont disposés en cercle (en laissant de petits espaces entre chacun).
- Le pion Charlemagne est placé sur l'un des territoires.
- Les 200 cubes sont placés en vrac au milieu du jeu.
- Les 5 marqueurs de majorité de couleur sont également placés au milieu du jeu.
- 15 cubes pris au centre (3 de chaque couleur) sont placés au hasard sur les territoires (1 par territoire)
- Chaque joueur reçoit un jeu de 10 tours d'une couleur, un jeu de 5 jetons numérotés de la même couleur, et une carte "Cour".

- Le reste du jeu peut être remis dans la boîte (dans le cas du jeu à 2 par exemple on retire 1 dé)

- Chaque joueur à tour de rôle lance les 3 dés deux fois et 1 dé une fois (total 7 dés) en prenant, après chaque lancer, les cubes colorés correspondants (la Couronne remplace n'importe quelle couleur).

Les 7 cubes récupérés constituent la réserve de paladins initiale de chaque joueur. Les cubes de réserve doivent constamment rester visibles.

### But du jeu
Conquérir le plus de territoires possibles grâce aux majorités de couleur et/ou construire 10 tours.

### Déroulement
Phase d'ouverture :
Chaque joueur à tour de rôle choisit l'un de ses jetons numérotés et le place face visible devant lui (au-dessus du jeton joué dans le tour de jeu précédent). Deux joueurs ne peuvent jouer le même jetons.
Les nombres sur les disques ont deux fonctions : d'abord ils indiquent l'ordre dans lequel les joueurs vont jouer (du plus petit nombre au plus grand); ensuite, ils indiquent de combien de territoires chaque joueur pourra déplacer le pion Charlemagne.
Phase d'action :
Le joueur qui a mis le plus petit nombre dans la phase d'ouverture peut exécuter les 3 actions suivantes :
- Mettre en jeu 3 paladins (cubes de couleur)
  - Soit le joueur les place sur les territoires : Ceci permettra éventuellement d'obtenir la majorité dans le territoire en question et donc, si Charlemagne s'arrête sur ce territoire, d'y placer une de ses tours.
  - Soit le joueur place ses paladins sur sa carte "Cour" : Celui qui a le plus de paladin d'une couleur sur sa carte "Cour" (au moins un de plus que ses adversaires), obtient instantanément la majorité et place le marqueur de majorité sur le point correspondant de sa carte "Cour". En cas d'égalité du nombre de paladins, c'est celui qui avait la majorité qui la conserve.

- Déplacer le pion Charlemagne
  - Le joueur déplace le pion Charlemagne d'un nombre de territoire égale ou inférieur au nombre inscrit sur le jeton qu'il joue. Il a intérêt à le placer sur un territoire où il est majoritaire (par rapport aux majorités des couleurs dans les Cours) afin de pouvoir y construire une tour.

- Renouveler les paladins de la réserve
  - Soit relancer les 3 dés et prendre 3 cubes au centre pour remplacer ceux qui ont été mis en jeux.

#### Tours
Un des moyens de gagner le jeu est de construire 10 tours.
Pour construire une tour, il faut réunir deux conditions : contrôler une majorité de paladins sur le territoire (d'après les couleurs contrôlées, une tour comptant également dans le décompte) ET que le pion Charlemagne s'arrête sur le territoire.

#### Conquête de territoire adverses
Les majorités peuvent changer et les territoires changer de main les tours de l'adversaire "dépossédé" lui sont retournées.

#### Rassembler des territoires
Quand un joueur a construit des tours sur deux territoires voisins, ces territoires se rejoignent pour former une plus grande région.

### Fin de partie et vainqueur
La partie se termine soit quand un joueur a construit 10 tours (il gagne la partie), soit s'il y a moins de 4 régions sur la table. C'est alors le joueur ayant le plus de tours qui gagne la partie.

## Règles particulières et variantes

### Pour 3 joueurs
Il s'agit de la partie la plus complexe.
Elle se joue avec 8 tours, 9 paladins en réserve et 4 paladins mis en jeux à chaque tour.

### Pour 4 joueurs
Le jeu se joue 2 contre 2.
Un seul jeu de 10 châteaux est partagé par 2 joueurs. Le décompte des couleurs se fait en tenant compte des 4 joueurs.

### Variantes pour limiter le hasard
En limitant le hasard une partie dure généralement plus longtemps.
Variante 1 : Un des dés est considéré comme étant d'office une couronne (couleur au choix du joueur).
Variante 2 : En début de partie, les pions sont tirés normalement avec le dé.
Par la suite sont tirés au hasard des tas de trois pions (un tas de plus que le nombre de joueurs). Lorsqu'un joueur déplace Charlemagne, il peut choisir un des tas et le prendre en guise de réserve. Sur les tas restants, on rajoute un pion pris au hasard dans le sac et on reconstitue (en tirant au hasard) un tas de trois pions pour remplacer celui pris par le joueur. Si un joueur choisit un tas dont le nombre de pions est supérieur à trois, il prend trois pions de son choix dans ce tas, les autres pions sont remis dans le sac.